# Ґінтаучяй (Расейняйський район)
Ґінтаучяй (Gintaučiai) — село у Литві, Расейняйський район, Шилувське староство. 2001 року у селі проживало 111 людей. Розташоване за 2 км від села Жайгінюс, поруч із хутором Жалакішкяй.

## Принагідно
- Gintaučiai [Архівовано 6 серпня 2018 у Wayback Machine.]
- Гугл-мапа

| Литва | Це незавершена стаття з географії Литви. Ви можете допомогти проєкту, виправивши або дописавши її. |